# Peter Raymond Grant
Peter Raymond Grant (Londra, 26 ottobre 1936) è un biologo e zoologo inglese, professore di Zoologia, Ecologia e Biologia dell'evoluzione all'Università di Princeton, noto per i suoi studi sull'evoluzione eseguiti assieme alla moglie Rosemary.

## Biografia

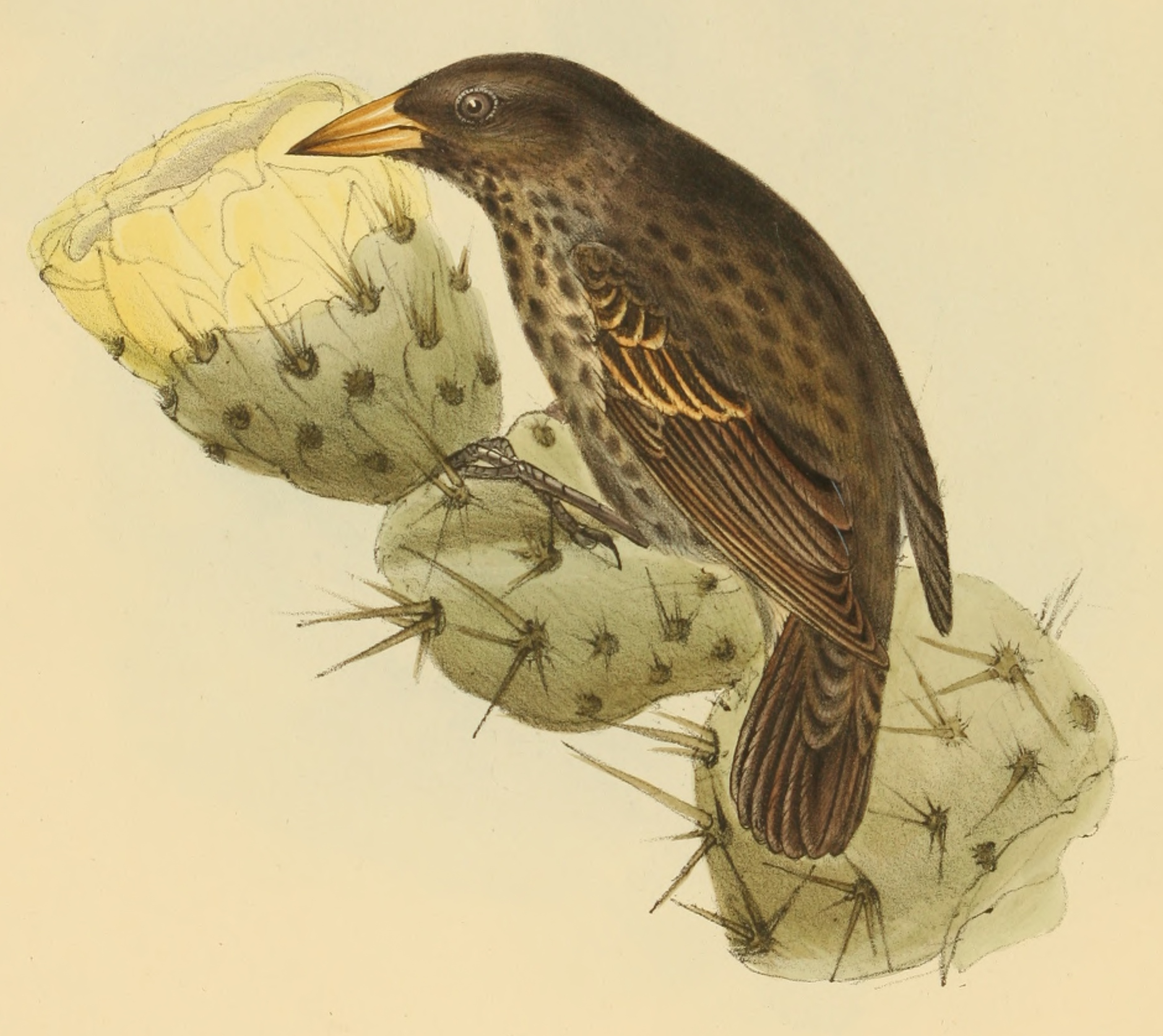
Fringuello di Darwin (Cactornis assimilis)

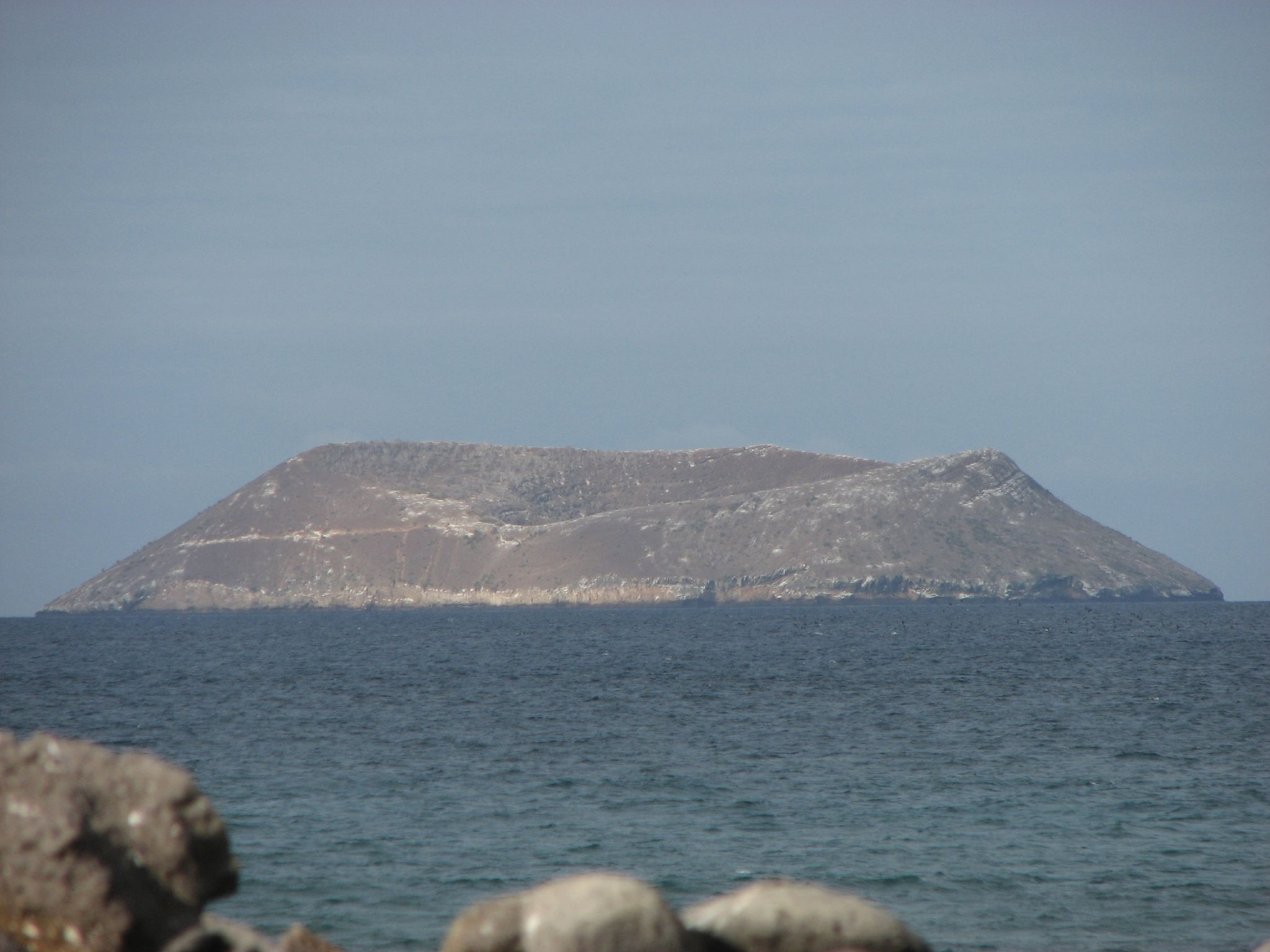
Isola Daphne Mayor

Grant ha fatto studi universitari di Zoologia conseguendo la laurea di primo livello a Cambridge nel 1960, il dottorato nell'Università della Columbia Britannica nel 1964 e un Postdoctoral Fellowship all'Yale nel biennio 1964-65. L'attività accademica è stata svolta all'Università McGill dal 1965 al 1977, quindi all'Università del Michigan fino al 1985, anno in cui passò a Princeton. È stato inoltre visiting professor a Uppsala fra il 1981 e il 1985, e a Yale nel 2010.
L'attività di ricerca di Grant è stata incentrata sull'evoluzione ed è stata svolta assieme alla moglie Rosemary, sposata nel 1962. Per trentacinque anni i due hanno vissuto per sei mesi l'anno nell'isolotto Daphne Mayor delle Galápagos dedicandosi allo studio dei cicli vitali e del comportamento dei fringuelli di Darwin. La costanza e risultati ottenuti dai due scienziati sono stati oggetto di un saggio divulgativo di Jonathan Weiner, Il becco del fringuello, vincitore del Premio Pulitzer per la saggistica nel 1995. Le osservazioni dei Grant sono state importanti in quanto hanno mostrato come i cambiamenti evolutivi si verifichino in periodi di tempo relativamente brevi, molto più rapidamente di quanto supposto fino ad allora. L'epistemologo Kim Sterelny ha rilevato come le osservazioni dei Grant corroborino la teoria degli equilibri punteggiati di Stephen Jay Gould e Niles Eldredge, in opposizione alle teorie di Richard Dawkins.

## Scritti (selezione)
- Con B.R. Grant, J.N.M. Smith, I.J. Abbott, L.K. Abbott, «Darwin's finches: Population variation and natural selection», Proc. National Academy of Sciences USA, Vol. 73, 1976, pp. 257–261.
- Con B.R. Grant, «Darwin's finches: Population variation and sympatric speciation», Proc. Nat. Acad. Sci. USA, Vol. 76, 1979, pp. 2359–2363.
- Con B.R. Grant, Evolutionary Dynamics of a Natural Population: The Large Cactus Finch of the Galápagos, University of Chicago Press, 1989
- Con B.R. Grant, «Unpredictable evolution in a 30-year study of Darwin's finches», Science, Vol. 296, 2002, pp. 707–711.
- Con B.R. Grant, «Evolution of character displacement in Darwin's finches», Science, Vol. 313, 2006, pp. 224–226.
- Con B.R. Grant, How and Why Species Multiply: The Radiation of Darwin's Finches, Princeton University Press, 2008
- Con B.R. Grant, «Causes of lifetime fitness of Darwin's finches in a fluctuating environment», Proc. Nat. Acad. Sci. USA, 2011 Jan 11;108(2):674-9, DOI: 10.1073/pnas.1018080108, PMID 21199941, 2011 (Free PMC Article)

## Riconoscimenti (parziale)
- William Brewster Memorial Award (Brewster Medal) dell'American Ornithologists' Union nel 1975
- Leidy Award dell'Academy of Natural Sciences of Philadelphia nel 1994[5]
- Medaglia Darwin dalla Royal Society nel 2002
- Premio Balzan per Biologia delle popolazioni nel 2005[6]
- Darwin–Wallace Medal della Linnean Society of London nel 2008
- Premio Kyōto per le scienze di base nel 2009